# François-Joseph de La Rochefoucauld
François-Joseph de La Rochefoucauld (Angoulême, 28 febbraio 1736 – Parigi, 2 settembre 1792) è stato un vescovo cattolico francese.

## Biografia
Figlio cadetto di Jean-Charles François de La Rochefoucauld-Bayers, signore di Maumont, e di sua moglie Marie-Marguerite des Escault, fu avviato alla carriera ecclesiastica.
Studiò teologia al seminario di Saint-Sulpice a Parigi: nel 1759 fu nominato priore di Lanville, in diocesi di Angoulême, e fu poi arcidiacono del Vexin, in diocesi di Rouen.
Étienne-René Potier, cardinale de Gesvres, si dimise in suo favore dal governo pastorale della diocesi di Beauvais. Preconizzato da papa Clemente XIV nel concistoro del 1º giugno 1772, fu consacrato dal cardinale de Gesvres il 12 luglio successivo, divenendo vescovo-conte di Beauvais e pari di Francia (uno dei sei Pari ecclesiastici francesi).
Fu eletto deputato del clero del baliaggio di Clermont-en-Beauvaisis agli stati generali del 1789 e difese i tradizionali privilegi del suo stato.
Fu arrestato il 10 agosto 1792 e imprigionato all'Hôtel des Carmes. Fu massacrato dalla folla, insieme con il fratello Pierre-Louis, vescovo di Saintes, e numerosi altri ecclesiastici, il 2 settembre successivo.

## Culto
È stato proclamato beato, insieme con gli altri martiri dei massacri di settembre, da papa Pio XI il 17 ottobre 1926.
La memoria liturgica ricorre il 2 settembre.

## Genealogia episcopale
La genealogia episcopale è:
- Cardinale Scipione Rebiba
- Cardinale Giulio Antonio Santori
- Cardinale Girolamo Bernerio, O.P.
- Arcivescovo Galeazzo Sanvitale
- Cardinale Ludovico Ludovisi
- Cardinale Luigi Caetani
- Vescovo Giovanni Battista Scanaroli
- Cardinale Antonio Barberini
- Arcivescovo Charles-Maurice Le Tellier
- Arcivescovo Jean-Baptiste-Michel Colbert de Saint-Pouange
- Vescovo Olivier Jégou de Kervilio
- Arcivescovo Louis de La Vergne-Montenard de Tressan
- Cardinale Étienne-René Potier de Gesvres
- Vescovo François-Joseph de La Rochefoucauld